# Porfiri Kornejewitsch Iwanow
Porfiri Kornejewitsch Iwanow (russisch Порфирий Корнеевич Иванов, wiss. Transliteration Porfirij Korneevič Ivanov  / Porfiry Korneyevich Ivanov; geb. 8. Februarjul. / 20. Februar 1898greg. in Orichiwka, Oblast Luhansk; gest. 10. April 1983 im Dorf Kondrjutsche) war ein russischer Naturheiler und Mystiker, dessen Glaubenslehre einen Kultstatus erlangt hat, mit geschätzten zehntausenden Anhängern. Der russische Asket hat einen Ruf als „Gesundheits- und Naturapostel“ erworben. Zu seinem Gesundheitssystem zählten „kalte Güsse am Morgen und vor dem Schlafengehen, samstags fasten, regelmäßige Atemübungen im Freien“.
Porfiri Iwanow wurde am 20. Februar 1898 in einer großen Bergarbeiterfamilie geboren. Er absolvierte vier Klassen der Kirchengemeindeschule, arbeitete ab dem 12. Lebensjahr und war mit 15 Jahren Bergmann. Am 25. April 1933 (dieses Datum wird von Anhängern gefeiert) kam er zu dem Schluss, dass die Ursache aller Krankheiten in der Trennung des Menschen von der Natur liege. Die Idee führte zu einer scharfen Wendung in Iwanows Leben und dem Beginn des Experiments – im Einklang mit der Natur zu leben. Insbesondere begann er, die Kleidung am Körper zu reduzieren und schaffte es nach einiger Zeit, das ganze Jahr nur in Shorts zu leben.
Von der 1993 mit dem Segen des Patriarchen Alexius II. von Moskau und der ganzen Rus gegründeten und seitdem von Alexander Dworkin geleiteten russischen gemeinnützigen Nichtregierungsorganisation Zentrum für Religionswissenschaft im Namen des Heiligen Märtyrers Irenäus von Lyon wird seine Sekte unter den bekanntesten und gefährlichsten modernen destruktiven Kulten geführt.